# US Open 2004
US Open 2004 byl 124. ročník tohoto grandslamového tenisového turnaje, který se uskutečnil od 30. srpna do 12. září 2005 na otevřených dvorcích s tvrdým povrchem.

## Senioři

### Dvouhra mužů
Roger Federer vs.  Lleyton Hewitt, 6–0, 7–6(7–3), 6–0

### Dvouhra žen
Světlana Kuzněcovová vs.  Jelena Dementěvová, 6–3, 7–5

### Čtyřhra mužů
Mark Knowles /  Daniel Nestor vs.  Leander Paes /  David Rikl, 6–3, 6–3

### Čtyřhra žen
Ruanová Pascualová /  Paola Suárezová vs.  Světlana Kuzněcovová /  Jelena Lichovcevová, 6–4, 7–5

### Smíšená čtyřhra
Věra Zvonarevová /  Bob Bryan vs.  Alicia Moliková /  Todd Woodbridge, 6–3 6–4